# Veľká Lehôtka
Veľká Lehôtka je místní část v rámci prievidzské městské části Prievidza V. Štvrte. Nachází se jihovýchodně od města na úpatí pohoří Vtáčnik.

## Historie
Okolí Veľké Lehôtky bylo osídleno již v neolitu, což dokládají nálezy i v Malé Lehôtce a Hradci. Naleziště poskytuje důkazy osídlení lidem želiezovské a lengyelské kultury. Četnými nálezy bylo potvrzeno i sídliště z doby halštatské.
Nálezy keramiky spadají do období příchodu Slovanů a vzniku Nitranského knížectví, kdy byla Horní Nitra už poměrně hustě osídlena. Významné nálezy keramiky, železných předmětů i zbraní z tohoto období se našly v sousedním Hradci. První písemná zmínka o vsi pochází z roku 1383. Od roku 1976 je Veľká Lehôtka součástí Prievidzy.